# آشپز (فیلم ۲۰۱۴)
آشپز (انگلیسی: Chef) فیلمی در ژانر کمدی به کارگردانی جان فاورو است که در سال ۲۰۱۴ منتشر شد.

## بازیگران
- جان فاورو
- جان لگویزمائو
- بابی کاناوله
- اسکارلت جوهانسون
- داستین هافمن
- سوفیا ورگارا
- اولیور پلات
- رابرت داونی جونیور
- ایمی سداریس